# Periana
Periana – gmina w Hiszpanii, w prowincji Malaga, w Andaluzji, o powierzchni 58,76 km². W 2011 roku gmina liczyła 3560 mieszkańców.